# Konstantin Lukinov

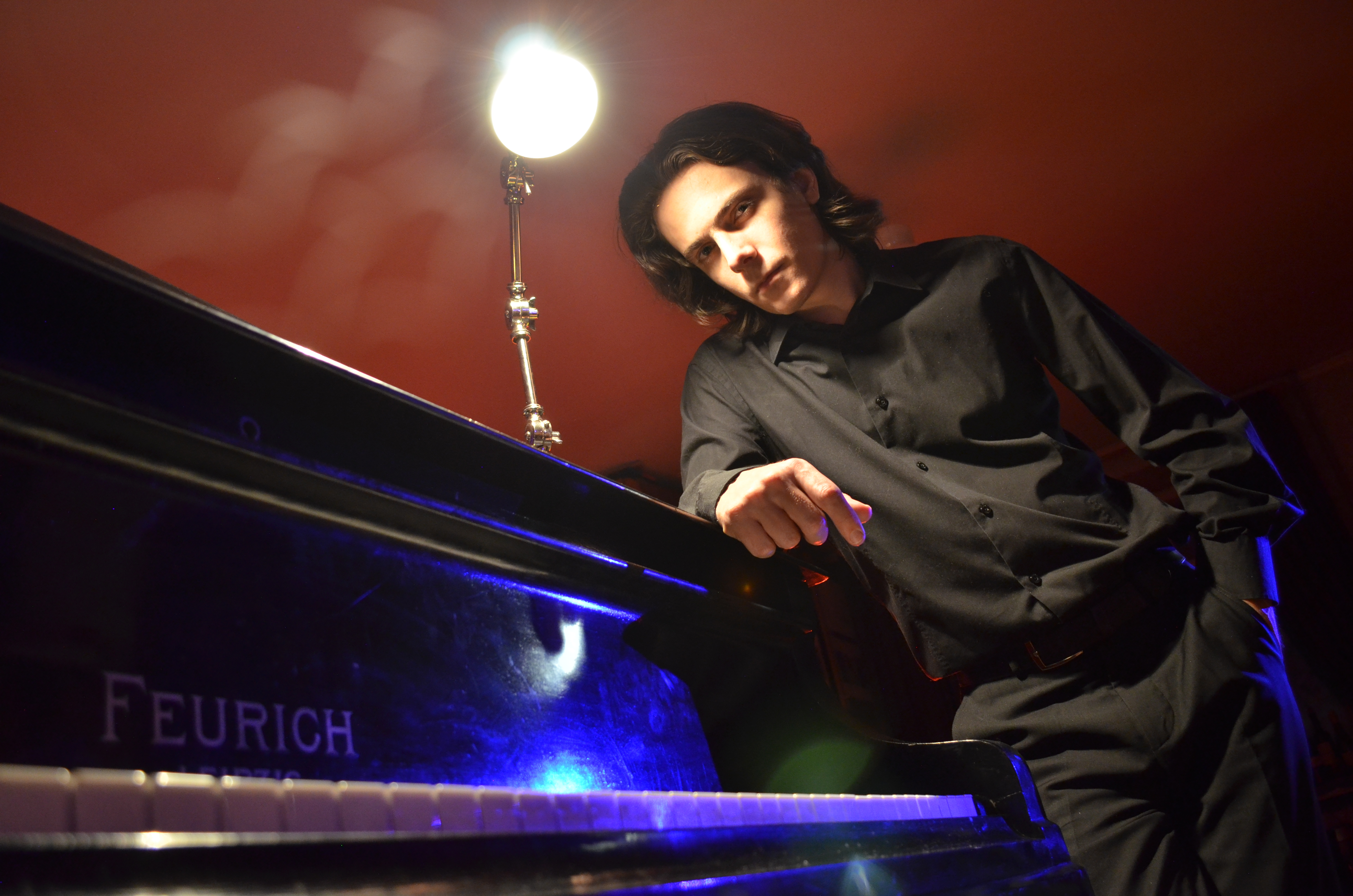
Konstantin Lukinov (2016)

Konstantin Lukinov (russisch Константин Лукинов; * 12. Juli 1989 in Moskau) ist ein russischer Pianist.

## Leben und Wirken
Konstantin Lukinov wurde 1989 in Moskau geboren. Den Grundstein für seine Laufbahn legten seine Eltern, die als Komponisten eine frühe musikalische Allgemeinbildung sowie eine intensive Beschäftigung mit dem Klavier ermöglichten und förderten.
Im Jahr 1997 zog seine Familie nach Deutschland. Lukinov erarbeitete sich ein breites Repertoire an Klavierwerken und stellte sein Spiel in Konzerten und Wettbewerben wie „Jugend Musiziert“, „Münchner Klavierpodium der Jugend“ und dem „Deutschen Musikwettbewerb“ unter Beweis. Die künstlerischen Einflüsse von Prof. Ernst Mauss (Musikhochschule Augsburg), Alla Rubinova (Privatlehrerin in Augsburg), Ludmilla Gourari (Gourari-Akademie München), Prof. Lev Natochenny (Hochschule für Musik und darstellende Kunst Frankfurt am Main) und Ivan Sokolov (Moskauer Konservatorium) begleiteten seinen schöpferischen Weg.
Im Jahr 2010 zog sich Konstantin Lukinov in seine Heimatstadt Moskau zurück, beschäftigte sich neben dem Studium am Moskauer Konservatorium mit Jazz und Rockmusik und spielte in Bands und Ensembles. Er war musikalischer Leiter in einem Wandertheater für Kinder, komponierte und arrangierte Musik. Seit 2017 lebt Lukinov wieder in Deutschland und begibt sich in Form von Solo-Recitals, Klavierkonzerten und der Teilnahme an diversen Kammerkonzertprojekten erneut ins klassische Konzertleben.
Konzerttätigkeiten führten ihn nach Paris, Moskau, Wien, Rom, Prag, Brno, Temesvar, Palma de Mallorca, Berlin, München, Hamburg, Frankfurt, Ingolstadt, Bayreuth, Seeon u. a. In Augsburg gibt er als Artist in Residence regelmäßig Konzerte in Kongress am Park.
Lukinov arbeitete mit renommierten Ensembles und Künstlern wie den Augsburger Philharmonikern, dem Philharmonischen Orchester Gießen, der Camerata Brno, dem Münchener Bach-Orchester, dem Bassbariton Maximilian Lika, dem Dirigenten und Konzertorganisten Hansjörg Albrecht sowie mit dem Komponisten Tobias PM Schneid zusammen.
Mit der Erhaltung und Kultivierung eines freigeistigen Pianismus und unabhängigen Musikerdaseins versteht er sich als Mittler zwischen Komponisten und Zuhörer und wird so seiner Überzeugung gerecht, Werke frei von akademischen Interpretationstraditionen darzubieten.

## Diskographie
- Berlin Recital, 2009, bei BMR Records
- Konstantin Lukinov Live In Berlin, 2011, bei BMR Records